# Latarnia morska Kübassaare
Latarnia morska Kübassaare – latarnia morska na półwyspie Kübassaare położonym na wschodnim wybrzeżu wyspy Sarema. Na liście świateł nawigacyjnych Estonii – rejestrze Urzędu Transportu Morskiego (Veeteede Amet) w Tallinnie – ma numer 987.

## Historia
Pierwszą latarnię morską w tej lokalizacji postawiono w czasie I wojny światowej w 1916 roku, kiedy okazało się, że zbudowana w 1907 roku latania morska Laidunina nie spełnia oczekiwań Marynarki Wojennej Imperium Rosyjskiego. Wszystkie mechanizmy wraz z laterną z przeniesiono do Kübassaare. Pracowała do 1923 roku kiedy to drewniana latarnia uległa zniszczeniu w wyniku pożaru po uderzeniu pioruna. W 1924 roku zbudowano nową żelbetonową latarnię o wysokości 11 metrów i średnicy 2,5 metra z nową lampą o zasięgu światła 14 Mm.  W 1939 roku została podwyższona do 19 metrów. W czasie II wojny światowej latarnia została uszkodzona przez ostrzał z broni maszynowej.